# Силантьев, Александр Петрович
Алекса́ндр Петро́вич Сила́нтьев (23 августа 1918, Екатеринбург — 10 марта 1996, Москва) — советский лётчик-ас истребительной авиации и военачальник, маршал авиации (1976). Герой Советского Союза (17.12.1941).

## Биография
Родился в Екатеринбурге в семье рабочего. Русский. Окончил 7 классов средней школы. С 1934 года работал слесарем на заводе «Металлист» в Свердловске. Одновременно занимался авиационным спортом: с сентября 1935 года — инструктор-планерист в Первоуральской планерной станции, с апреля 1937 года — инструктор Свердловского аэроклуба.

### Военная служба до Великой Отечественной войны
На военную службу призван в Красную Армию в 1938 году. Окончил Сталинградскую военную авиационную школу лётчиков в 1940 году. Служил в 153-м истребительном авиационном полку Западного Особого военного округа. Летал на истребителе И-153.

### Великая Отечественная война

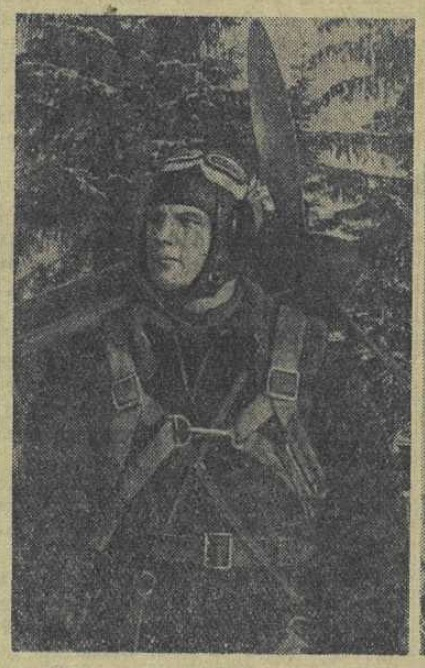
Герой Советского Союза старший лейтенант А. Силантьев, 1941 г.

В боях Великой Отечественной войны с первого дня, провёл несколько боевых вылетов 22 июня 1941 года. Сражался на Западном фронте. Первую победу одержал 23 июня 1941 года. 
В августе 1941 года переведён в 160-й истребительный авиационный полк на должность заместителя командира эскадрильи, затем стал штурманом этого полка. В составе полка воевал на истребителе ЛаГГ-3 на Ленинградском и Волховском фронтах. Хорошо проявил себя в неравных воздушных боях первых месяцев войны. Так, в одном бою 29 октября 1941 года сбил сразу два немецких бомбардировщика Ju-88. К декабрю 1941 года совершил 203 боевых вылета, провёл 23 воздушных боя, в которых лично сбил 6 самолётов противника и один аэростат, в группе сбил ещё 1 самолёт.
За эти подвиги указом Президиума Верховного Совета СССР младший лейтенант А. П. Силантьев удостоен звания Героя Советского Союза.
В бою 15 апреля 1942 года командир эскадрильи 160-го иап старший лейтенант Силантьев одержал свою последнюю победу, сбив в паре истребитель Ме-109, но и сам был сбит, получив также тяжёлое ранение. С января 1943 года и до конца войны был инструктором-лётчиком-штурманом Управления истребительной авиации Главного управления боевой подготовки фронтовой авиации ВВС РККА, почти постоянно находился в командировках в действующей армии на Воронежском, Юго-Западном, Карельском, 1-м Белорусском и 1-м Украинском фронтах. К концу войны майор Силантьев совершил 343 боевых вылета, участвовал в 35 воздушных боях, в которых сбил лично 6 и в группе 2 самолётов противника и 1 аэростат. Ещё 16 самолётов сжег на земле при штурмовках вражеских аэродромов. 
Сам был сбит 3 раза, дважды был ранен.
Член ВКП(б) с 1942 года.

### После войны
После войны окончил Военно-воздушную академию в 1950 году, Высшую военную академию имени К. Е. Ворошилова в 1957 году. 

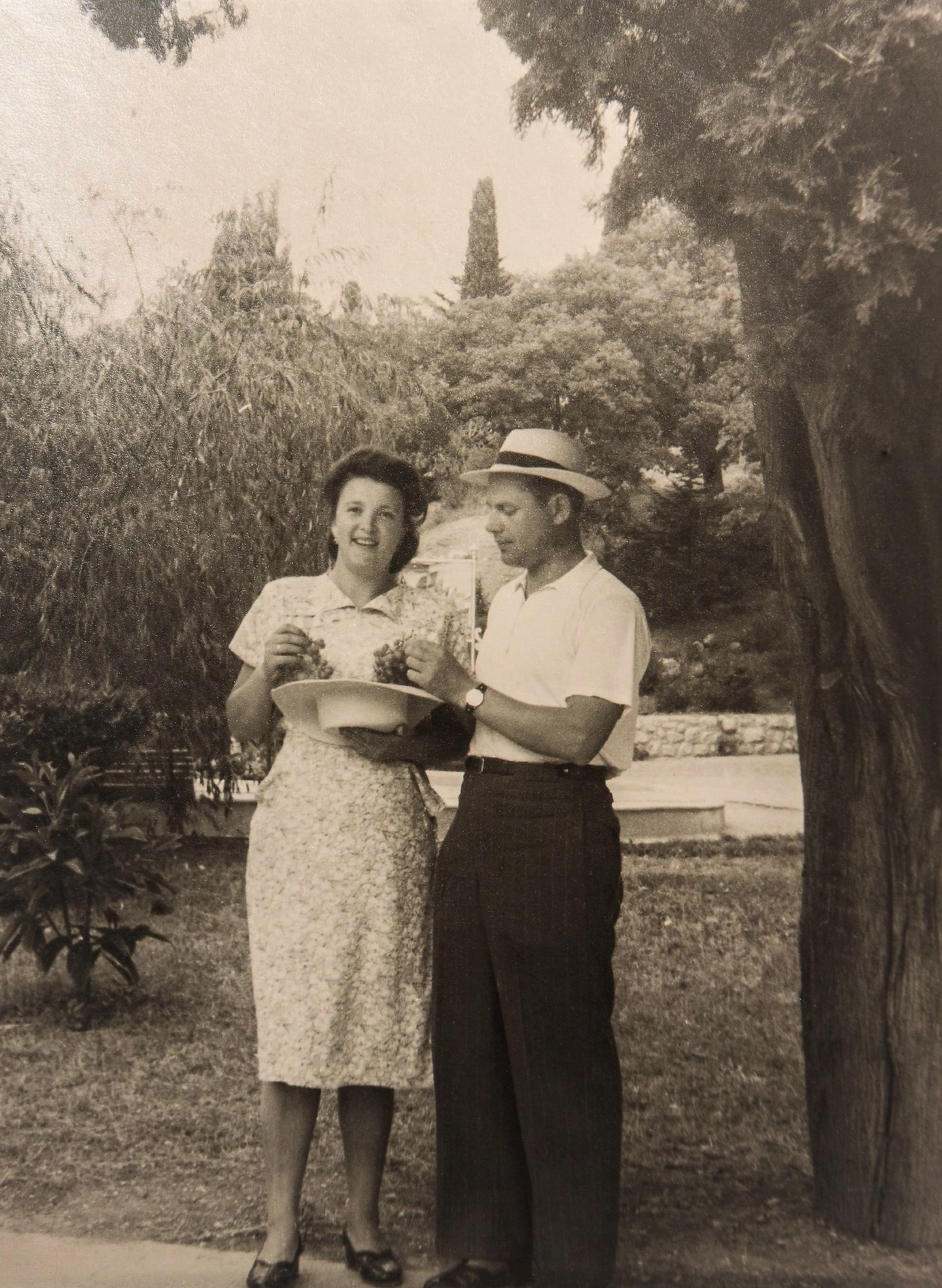
Александр Силантьев с супругой на отдыхе в Гурзуфе

Служил старшим инспектором-лётчиком и начальником отдела в Управлении боевой подготовки ВВС, начальником штаба авиационной дивизии, начальником оперативного отдела и начальником штаба воздушной армии. С января 1964 года служил заместителем начальника, с июня 1964 — начальником Управления противовоздушной обороны и авиации в Генеральном штабе Вооружённых Сил СССР. С октября 1969 года — начальник Главного штаба — первый заместитель Главнокомандующего ВВС. 
Воинское звание маршал авиации присвоено 19 февраля 1976 года. С июня 1978 года — заместитель Главнокомандующего ВВС.
С 1980 года — военный инспектор-советник Группы генеральных инспекторов Министерства обороны СССР. С мая 1992 года — в отставке. Жил в Москве. Народный депутат СССР (1989—1991). С 1988 по 1992 годы был председателем Советского Комитета ветеранов войны. 
Скончался 10 марта 1996 года. Похоронен на Новодевичьем кладбище.

## Награды
СССР

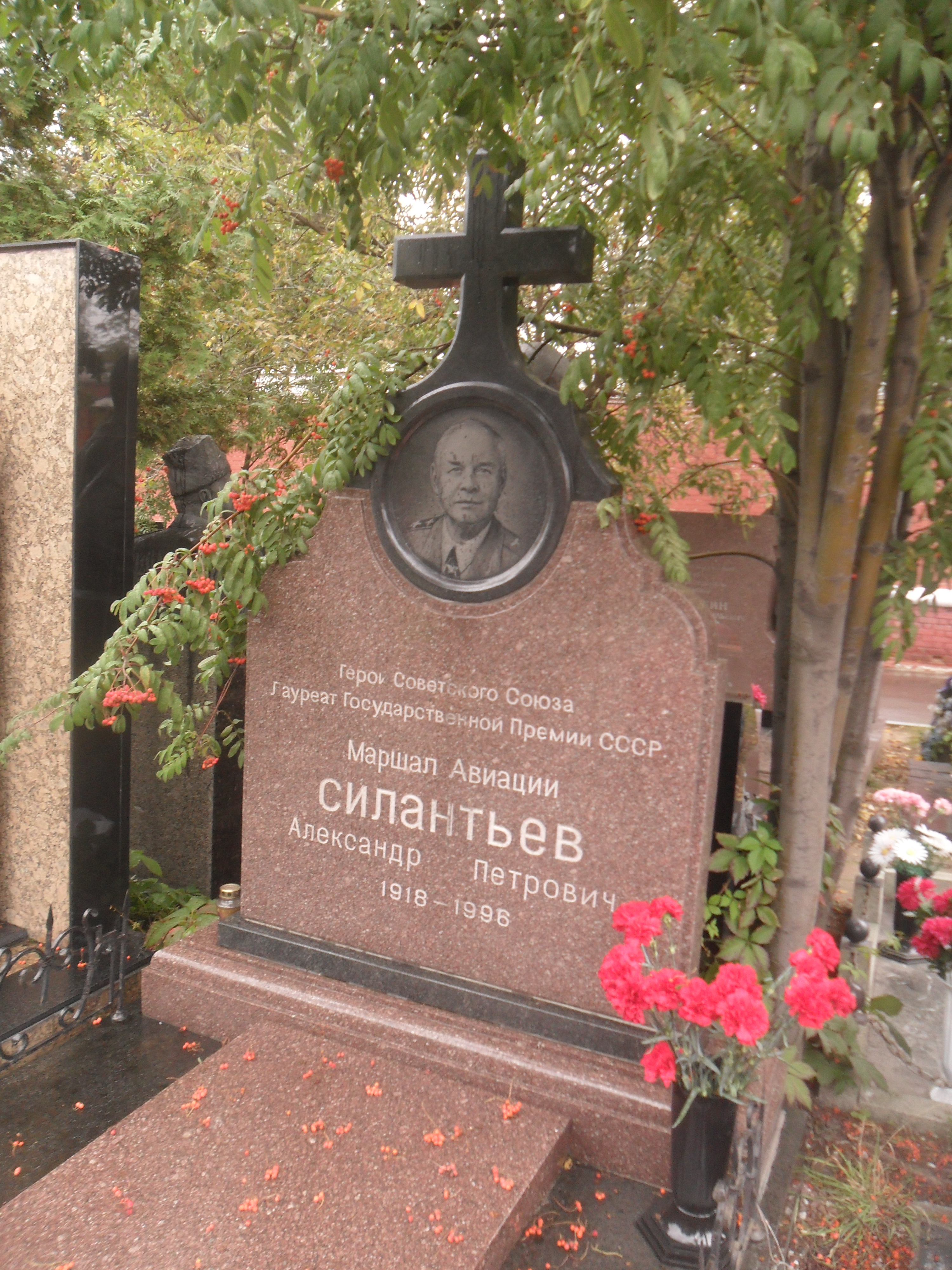
Могила А. П. Силантьева на Новодевичьем кладбище Москвы

- Герой Советского Союза (указ от 17 декабря 1941 года);
- два ордена Ленина (17.12.1941, 22.02.1978);
- три ордена Красного Знамени (29.06.1942, …);
- два ордена Отечественной войны 1-й степени (25.03.1944, 11.03.1985);
- орден Отечественной войны 2-й степени (02.06.1945);
- два ордена Красной Звезды;
- орден «За службу Родине в Вооружённых Силах СССР» 3-й степени (30.04.1975);
- медаль «За отвагу» (01.04.1942);
- Медаль «За боевые заслуги» (20.06.1949);
- Медаль «За оборону Ленинграда»;
- ряд других медалей СССР;
- Государственная премия СССР (1977);

Иностранные награды
- Орден Возрождения Польши IV класса (Польша, 06.10.1973);
- Орден «9 сентября 1944 года» I степени с мечами (Болгария, 1974);
- Орден Боевого Красного Знамени (Монголия, 06.07.1971);
- Медаль «Братство по оружию» (Польша);
- Медаль «30 лет Халхин-Гольской Победы» (Монголия, 1969);
- Медаль «30 лет Победы над милитаристской Японией» (Монголия, 1975);
- Медаль «40 лет Халхин-Гольской Победы» (Монголия, 1979);
- Медаль «50 лет Монгольской Народной Армии» (Монголия, 1971);
- Медаль «50 лет Монгольской Народной Революции» (Монголия, 1971);
- Медаль «60 лет Вооруженным силам МНР» (Монголия, 1981);
- Медали «За укрепление дружбы по оружию» I степени (ЧССР, 1970) и II степени (ЧССР, 1974);
- Медаль «20-я годовщина Революционных Вооруженных сил Кубы» (1978);
- Медаль «30-я годовщина Революционных Вооруженных сил Кубы» (1978);
- Медаль «90 лет со дня рождения Георгия Димитрова» (Болгария);
- Медаль «100 лет со дня рождения Георгия Димитрова» (Болгария);
- Медаль «100 лет Освобождения Болгарии от османского рабства» (Болгария);
- Медаль «30 лет Победы над фашистской Германией»	(Болгария, 1975);
- Медаль «40 лет Победы над гитлеровским фашизмом» (Болгария, 1985);
- Медаль «За боевое содружество» I степени (Венгрия, 20.06.1980).

## Сочинения
- Некоторые вопросы планирования боевых действий авиации в наступательных операциях. // Военно-исторический журнал. — 1975. — № 12. — С.18-25.
- Управление авиацией в наступательных действиях войск. // Военно-исторический журнал. — 1976. — № 4. — С.29-38.